# Regius Professor of Engineering (Imperial College)

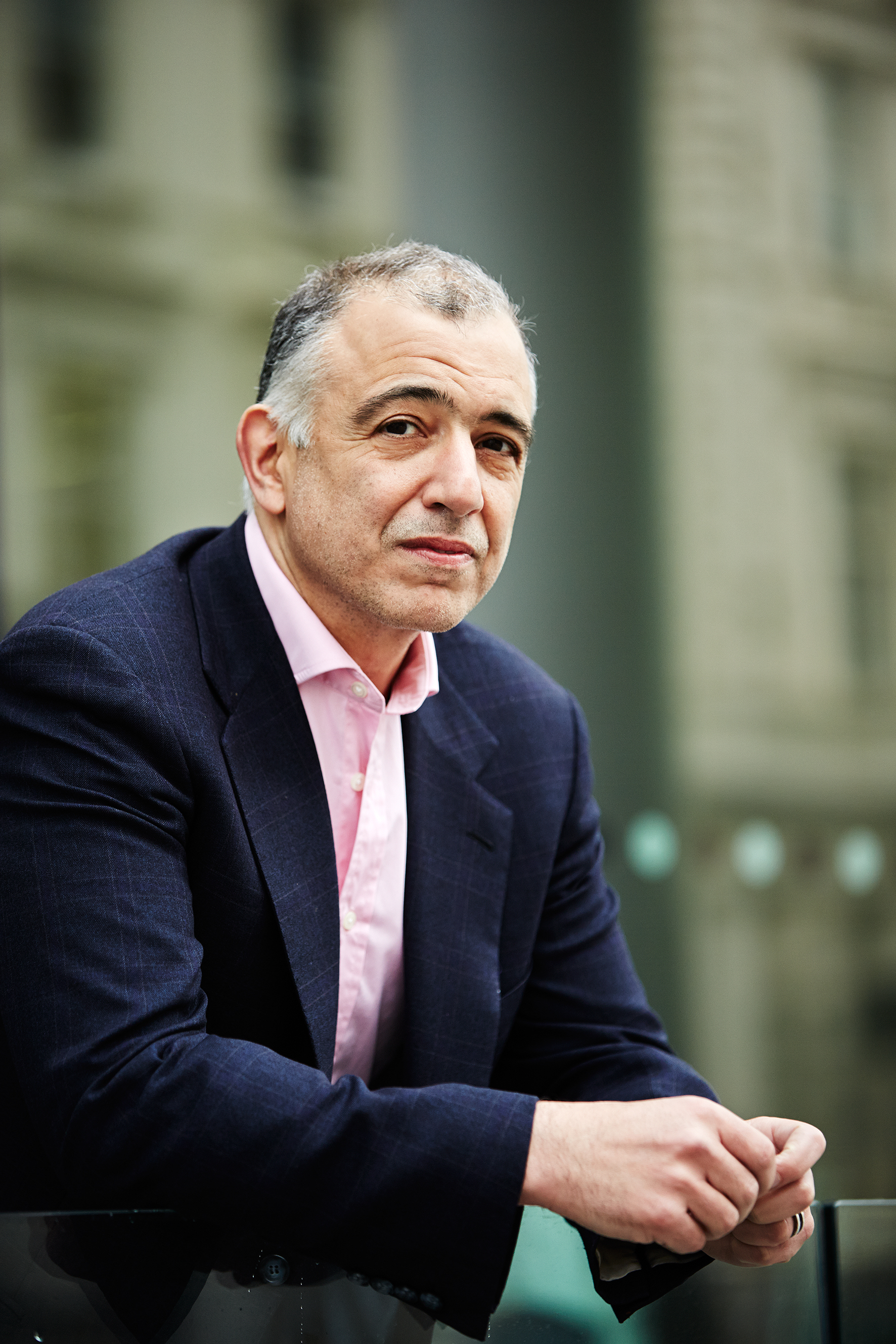
Chris Toumazou, erster Regius Professor of Engineering des Imperial College, London

Der Regius Professor of Engineering ist eine 2013 durch Königin Elizabeth II. anlässlich ihres 60. Thronjubiläums gestiftete Regius Professur für Ingenieurwissenschaften am Imperial College London. Der Lehrstuhl ist der jüngste von vier Lehrstühlen für Ingenieurwissenschaften. Neben diesem existieren
- die Regius Professor of Engineering (Edinburgh),
- die Regius Professor of Engineering (Cambridge) und
- die Regius Professor of Civil Engineering and Mechanics (Glasgow)

## Geschichte der Professur
Die durch die Königin beauftragte Kommission ließ sich durch die technologischen Durchbrüche des Engineering-Teams des Imperial Colleges zum Zuschlag für die Professur überzeugen.
Der erste Professor ist der Entwickler von elektronischen Bauelementen zur DNA-Analyse und mehrfach ausgezeichnete, british-zypriotische Christofer Toumazou. Die Entscheidung für Toumazou wurde bei der Mitteilung der Auswahl des Imperial Colleges am 23. Januar 2013 getroffen und am 30. Januar 2013 mitgeteilt. Toumazou vermarktet die von ihm entwickelten Bauelemente zur DNA-Analyse im eigenen Unternehmen. Für seine DNA-Schnell-Analyse wurde Toumazou mit der Faraday-Medaille von der Institution of Electrical Engineers ausgezeichnet. Für die gleiche Erfindung wurde er auch mit dem Europäischen Erfinderpreis des Europäischen Patentamts geehrt.

## Inhaber
| Name                | Namenszusatz                                                            | von  | bis | Anmerkung |
| ------------------- | ----------------------------------------------------------------------- | ---- | --- | --- |
| Christofer Toumazou | FRS, FREng, FMEDSci, NAE, FIET, FIEEE, FCGI, FRSM, CEng, DEng, PhD, BSc | 2013 |     | 1994 war der damals 33-jährige Toumazou der jüngste vom Imperial College berufene Professor. Neben seiner wissenschaftlichen Arbeit und der Lehre gründete Toumazou mehrere Unternehmen zur Vermarktung seiner zahllosen Erfindungen. Zu seinen Entwicklungen gehören verschiedene Dinge wie ein Cochlea-Implantat, eines Pflasters, dass die Lebenszeichen eines Patienten überwachen kann oder eines Handscanners, der ad-hoc DNA-Analysen durchführen kann, um beispielsweise die Verträglichkeit von Medikamenten zu beurteilen. |